# Grand Prix international de Dottignies 2009
La 8e édition du Grand Prix international de Dottignies a eu lieu le 6 avril 2009. La course fait partie du calendrier international féminin UCI 2009 en catégorie 1.2. Elle est remportée par l'Allemande Sarah Düster.

## Classements

### Classement final
| \| Classement général \| Classement général \| Classement général \| Classement général \| Classement général \| \| Coureur \| Coureur \| Pays \| Équipe \| Temps \| \| ------------------ \| ------------------ \| ------------------ \| ------------------------------ \| ------------------ \| \| 1re \| Sarah Düster \| Allemagne \| Cervélo TestTeam \| 3 h 24 min 07 s \| \| 2e \| Trixi Worrack \| Allemagne \| Equipe Nürnberger Versicherung \| + 38 s \| \| 3e \| Chantal Blaak \| Pays-Bas \| Leontien.nl \| + 38 s \| \| 4e \| Kirsten Wild \| Pays-Bas \| Cervélo TestTeam \| + 2 min 01 s \| \| 5e \| Rochelle Gilmore \| Australie \| Lotto-Belisol Ladiesteam \| + 2 min 01 s \| \| 6e \| Martine Bras \| Pays-Bas \| Selle Italia Ghezzi \| + 2 min 01 s \| \| 7e \| Emma Johansson \| Suède \| Red Sun Cycling Team \| + 2 min 01 s \| \| 8e \| Julia Martisova \| Russie \| Gauss RDZ Ormu-Colnago \| + 2 min 01 s \| \| 9e \| Pascale Jeuland \| France \| Vienne Futuroscope \| + 2 min 01 s \| \| 10e \| Sophie Creux \| France \| ESGL 93-GSD Gestion \| + 2 min 01 s \| |                  |           |                                |                 |
| |                  |           |                                |                 |
| Source : Cycling Quotient |                  |           |                                |                 |
| Classement général |                  |           |                                |                 |
| Coureur | Coureur          | Pays      | Équipe                         | Temps           |
| 1re | Sarah Düster     | Allemagne | Cervélo TestTeam               | 3 h 24 min 07 s |
| 2e | Trixi Worrack    | Allemagne | Equipe Nürnberger Versicherung | + 38 s          |
| 3e | Chantal Blaak    | Pays-Bas  | Leontien.nl                    | + 38 s          |
| 4e | Kirsten Wild     | Pays-Bas  | Cervélo TestTeam               | + 2 min 01 s    |
| 5e | Rochelle Gilmore | Australie | Lotto-Belisol Ladiesteam       | + 2 min 01 s    |
| 6e | Martine Bras     | Pays-Bas  | Selle Italia Ghezzi            | + 2 min 01 s    |
| 7e | Emma Johansson   | Suède     | Red Sun Cycling Team           | + 2 min 01 s    |
| 8e | Julia Martisova  | Russie    | Gauss RDZ Ormu-Colnago         | + 2 min 01 s    |
| 9e | Pascale Jeuland  | France    | Vienne Futuroscope             | + 2 min 01 s    |
| 10e | Sophie Creux     | France    | ESGL 93-GSD Gestion            | + 2 min 01 s    |

### Points UCI
| Position           | 1er | 2e | 3e | 4e | 5e | 6e | 7e | 8e |
| Classement général | 40  | 30 | 16 | 12 | 10 | 8  | 6  | 3  |